# Catedral de San Francisco Javier (Grodno)
La Catedral de San Francisco Javier (en bielorruso: Кафедральны касцёл Святога Францішка Ксаверыя) es una catedral católica en Grodno, Bielorrusia. 
Construida en estilo barroco de 1678 a 1683 como iglesia del colegio jesuita contiguo, fue elevada al rango de basílica menor en 1990 y se convirtió en la catedral de la diócesis de Grodno en 1991, cuando se erigió la nueva diócesis de Grodno.

## Historia
La construcción de la iglesia comenzó en 1678. Terminada en 1683, la iglesia ocupó con sus edificios (seminario, colegio, enfermería y farmacia, edificios administrativos, etc.) todo un distrito de la ciudad. Las cúpulas bulbosas se completaron en 1703. Luego se decora su interior. El edificio terminado fue consagrado en 1705 a San Francisco Javier. 
Con su escuela contigua era la iglesia considerada la más ornamentada del Reino de Polonia unido con el Gran Ducado de Lituania, e incluso con la más próspera Europa del Este. Los jesuitas habían sido llamados por el rey Stephen Bathory un siglo antes a Polonia en 1564 y a Grodno en 1622 para abrir su primera escuela allí en 1625.
El monasterio fue disuelto en 1773 y la iglesia se convirtió en una parroquia. 

### En elsigloXX
La iglesia no tuvo daños graves en la Segunda Guerra Mundial.  
En 1960 se cerró oficialmente para los servicios religiosos públicos (durante 27 años). Las autoridades comunistas trataron de convertir el edificio en un museo o una sala de conciertos. A pesar de esto, los fieles asistían a la iglesia todos los domingos para la oración común, cantar las canciones y rezar el rosario. Los servicios religiosos fueron restaurados oficialmente en 1987. 
En 1990 le fue concedido el título de basílica menor. Un año después se convirtió en la catedral de la diócesis de Grodno.

## Descripción
La iglesia fue construida en 1678 por los jesuitas en estilo barroco. Está dedicada a San Francisco Javier, amigo de San Ignacio de Loyola, y misionero jesuita en India y Japón. Mide 65 m de altura, 30 m de anchura por 60 m de fondo. Está registrada como patrimonio arquitectónico de Bielorrusia.
La iglesia está ricamente decorada con esculturas, estucos y frescos. El altar mayor en particular se ubica bajo un enorme retablo esculpido que representa a Cristo, los evangelistas, los apóstoles y santos enmarcado por pilastras al estilo de la Contrarreforma. Los altares secundarios, uno de los cuales está dedicado a Santa Teresa del Niño Jesús, se colocan a ambos lados de la nave entre los pilares de los pasillos.
Un monumento neoclásico que recuerda a Antoine de Tiesenhausen.